# Parallels Desktop for Mac
Parallels Desktop for Mac è un software che permette l'uso di una macchina virtuale su computer Macintosh dotati di processori X86 o x64. Il programma è nato per permettere l'utilizzo di sistemi operativi diversi da MacOS, come Microsoft Windows, Linux, Solaris, MS-DOS, FreeBSD ecc. Il programma avvia i vari sistemi operativi in una finestra e permette quindi l'utilizzo contemporaneo di più sistemi operativi, a differenza di programmi come Assistente Boot Camp che consentono l'utilizzo di un solo sistema operativo per volta, poiché effettuano l'installazione nativa dei software.
Parallels installa automaticamente dei programmi che permettono al sistema operativo ospite di riconoscere le periferiche del computer.
Il programma permette di assegnare una quantità massima di memoria RAM alla macchina virtuale (minimo 256 MB) e di creare collegamenti tra le cartelle del sistema operativo nativo e quelle del sistema operativo in emulazione. Il programma permette inoltre l'esecuzione di programmi del sistema operativo emulato in finestre del sistema operativo ospite, rendendo più semplice l'integrazione dei programmi emulati.